# Joshua Smits
Joshua Smits (Nijmegen, 6 november 1992) is een Nederlands voetballer die als doelman speelt. Hij verruilde medio 2025 De Graafschap voor Adelaide United.

## Clubcarrière
Hij begon bij Astrantia SV in Middelaar, eerst als veldspeler en vanaf zijn tiende als doelman. Hij kreeg al keeperstraining bij De Treffers voor hij in de C-jeugd definitief de overstap maakte. In het seizoen 2010/11 speelde hij in de A1 en was tevens derde doelman bij het eerste team. Door een ongeluk van de eerste keeper van De Treffers zat Smits enkele wedstrijden op de bank in de Topklasse Zondag.

### N.E.C.
In de zomer van 2011 werd hij door N.E.C. aangetrokken en in september van dat jaar als derde doelman aan het eerste team toegevoegd na het vertrek van Jasper Cillessen. Hij kwam in actie voor Jong N.E.C./FC Oss. In april 2012 zat hij eenmalig op de bank bij FC Oss bij de thuiswedstrijd tegen MVV Maastricht achter Vincent Van Trier. In januari 2013 trok N.E.C. Kalle Johnsson aan en Smits zou vierde doelman worden. Hij maakte het seizoen op huurbasis af bij FC Oss waar Luuk Koopmans geblesseerd geraakt was. Smits kwam niet in actie en was reserve achter Richard Arends. 
Op 10 augustus 2014 debuteerde hij in het betaald voetbal in de thuiswedstrijd van N.E.C. in de Eerste divisie tegen FC Eindhoven. Hij was in het seizoen 2014/15 eerste doelman van N.E.C en werd kampioen van de Jupiler League. Drie wedstrijden voor het einde van de competitie bleek dat Smits al tijden met een gebroken pols rondliep. De revalidatie duurde zo lang, dat Smits het volledige seizoen erop moest missen. In het seizoen 2016/17 was Smits weer fit, maar werd hij uit de basis gehouden door Joris Delle. Op 28 mei 2017 degradeerde hij met N.E.C. weer naar de Eerste divisie. Dat seizoen kreeg Smits weer rugnummer 1 en stond hij in de pikorde boven Delle. Hij begon de eerste competitiewedstrijd in de basis tegen Almere City en won met 3-1.

### Almere City FC
Op 24 januari 2018 ondertekende hij een contract voor anderhalf seizoen bij Almere City FC. In februari 2018 brak hij zijn arm en in augustus 2018 liep hij een zware knieblessure op. Nadat Almere City zijn contract met een jaar verlengd had, kon Smits aan het begin van het seizoen 2019/20 eindelijk debuteren voor de club. Hij werd de vaste doelman en in oktober 2019 werd zijn contract verlengd tot medio 2021.

### FK Bodø/Glimt
Op 12 juni 2020 ondertekende Smits een vierjarig contract bij de Noorse club FK Bodø/Glimt dat uitkomt in de Eliteserien. Smits verkreeg daar snel een basisplaats, maar kreeg die na een blessure niet meer terug. In november 2020 werd Smits met deze club kampioen van Noorwegen; het was de eerste titel in de clubhistorie. Op 24 februari 2022 maakt hij zijn Europese debuut tegen Celtic in de Conference League. Deze wedstrijd eindige in 2-0 voor FK Bodø/Glimt.

### Willem II
In de zomer van 2022 tekende Smits een driejarig contract bij Willem II. Smits maakte zijn debuut voor Willem II op 5 augustus 2022 in een thuiswedstrijd tegen Jong PSV, deze wedstrijd eindigde in 1-1. Smits raakte zijn basisplaats na drie wedstrijden kwijt maar heroverde deze in speelronde 28. Het seizoen werd afgesloten met play-offs voor promotie, maar Willem II strandde al in de eerste ronde tegen VVV, na een verlies in Venlo en een gelijkspel in Tilburg. In zijn tweede seizoen werd Smits voor de tweede keer kampioen van de Eerste Divisie. Hij deed als een van slechts twee spelers in de gehele competitie alle minuten van alle wedstrijden mee. Smits werd uitgeroepen tot beste keeper van het seizoen 2023-2024.

### De Graafschap
Op 23 augustus 2024 ondertekende Smits een éénjarig contract bij De Graafschap. Hij maakte zijn debuut op 1 september 2024 tegen Roda JC; de wedstrijd werd met 4-1 gewonnen. Sindsdien speelt Smits alle wedstrijden voor De Graafschap, tot hij in de 29'ste speelronde werd gepasseerd voor Ties Wieggers. 

### Adelaide United
Op 18 augustus 2025 tekende hij voor twee seizoenen bij Adelaide United. 

## Clubstatistieken
| Seizoen | Club            | Competitie     | Competitie | Competitie | Beker | Beker | Overig | Overig | Totaal | Totaal |
| Seizoen | Club            | Competitie     | Wed.       | Dlp.       | Wed.  | Dlp.  | Wed.   | Dlp.   | Wed.   | Dlp.   |
| ------- | --------------- | -------------- | ---------- | ---------- | ----- | ----- | ------ | ------ | ------ | ------ |
| 2011/12 | → FC Oss        | Eerste Divisie | 0          | 0          | 0     | 0     | —      | —      | 0      | 0      |
| 2012/13 | → FC Oss        | Eerste Divisie | 0          | 0          | 0     | 0     | —      | —      | 0      | 0      |
| 2013/14 | N.E.C.          | Eredivisie     | 0          | 0          | 0     | 0     | —      | —      | 0      | 0      |
| 2014/15 | N.E.C.          | Eerste Divisie | 35         | 0          | 3     | 0     | —      | —      | 38     | 0      |
| 2015/16 | N.E.C.          | Eredivisie     | 0          | 0          | 0     | 0     | —      | —      | 0      | 0      |
| 2016/17 | N.E.C.          | Eredivisie     | 0          | 0          | 0     | 0     | —      | —      | 0      | 0      |
| 2017/18 | N.E.C.          | Eerste Divisie | 6          | 0          | 1     | 0     | —      | —      | 7      | 0      |
| 2017/18 | Almere City     | Eerste Divisie | 0          | 0          | 0     | 0     | —      | —      | 0      | 0      |
| 2018/19 | Almere City     | Eerste Divisie | 0          | 0          | 0     | 0     | —      | —      | 0      | 0      |
| 2019/20 | Almere City     | Eerste Divisie | 29         | 0          | 0     | 0     | —      | —      | 29     | 0      |
| 2020    | FK Bodø/Glimt   | Eliteserien    | 10         | 0          | 0     | 0     | —      | —      | 10     | 0      |
| 2021    | FK Bodø/Glimt   | Eliteserien    | 1          | 0          | 2     | 0     | —      | —      | 3      | 0      |
| 2022    | FK Bodø/Glimt   | Eliteserien    | 0          | 0          | 1     | 0     | 1      | 0      | 2      | 0      |
| 2022/23 | Willem II       | Eerste Divisie | 11         | 0          | 1     | 0     | 2      | 0      | 14     | 0      |
| 2023/24 | Willem II       | Eerste Divisie | 38         | 0          | 0     | 0     | —      | —      | 38     | 0      |
| 2024/25 | De Graafschap   | Eerste Divisie | 25         | 0          | 1     | 0     | —      | —      | 26     | 0      |
| 2025/26 | Adelaide United | A-League       | 0          | 0          | 0     | 0     | 0      | 0      | 0      | 0      |
| Totaal  | Totaal          | Totaal         | 156        | 0          | 9     | 0     | 3      | 0      | 167    | 0      |

Bijgewerkt op 18 augustus 2025.

## Erelijst
N.E.C.
- Kampioen Eerste divisie

2014/15
 FK Bodø/Glimt
- Eliteserien

2020, 2021
 Willem II
- Kampioen Eerste divisie

2023/24